# Dolec (obwód Tyrgowiszte)
Dolec (bułg. Долец) – wieś w Bułgarii, w obwodzie Tyrgowiszte, w gminie Popowo. W 2024 roku liczyła 34 mieszkańców.